# Hieracium kavinae
Hieracium kavinae es una especie de planta con flor del género Hieracium, de la familia Asteraceae, orden Asterales.

## Distribución
Hieracium kavinae se distribuye por Polonia y República Checa.

## Taxonomía
Fue descrita científicamente por Zlatník.
Tratamiento taxonómico
La especie aparece registrada en una sección de la publicación Stud. Bot. Čech.